# Martin Hummervoll
Martin Hummervoll (ur. 13 marca 1996 w Stavanger) – norweski piłkarz grający na pozycji napastnika. W seniorskiej karierze zadebiutował 8 maja 2014 r. w meczu Pucharu Ligi Norweskiej przeciwko zespołowi Sola FK przegranym przez Viking FK 1:7, jedyną bramkę zdobył Martin Hummervoll. W lidze norweskiej zadebiutował 21 września 2014 w meczu przeciwko IK Start. W 2015 roku wypożyczony został do islandzkiego klubu IBK Keflavik.

## Kariera reprezentacyjna
W 2012 roku wystąpił w reprezentacji Norwegii U-16 w meczach przeciwko Estonii U-17 oraz Włoch U-16. W 2014 wystąpił w reprezentacji Norwegii U-18 w dwóch meczach, przeciwko zespołom Portugalii U-18 oraz Szwecji U-18.